# Adolf Daucher
Adolf Daucher (Ulma, 1465? – Augusta, 1524?) è stato uno scultore tedesco.
Formatosi alla scuola di Jörg Syrlin e di Gregor Erhart, dal 1491 è attivo nella città di Augusta. 
Dal 1509 al 1518 lavorò alla sua opera principale, il coro della cappella Fugger nella chiesa di Sant'Anna di Augusta, raffigurante storie dell'Antico Testamento e ritratti in forma di busto. Quest'opera è andata in gran parte perduta, quel che è sopravvissuto è conservato nella Gemäldegalerie di Berlino e in varie collezioni private.